# Anne Heaton
Anne Heaton is een Amerikaanse folkmusicus, -pianiste en singer-songwriter uit New York. Ze studeerde af in liberale studies aan de University of Notre Dame en groeide op in de buitenwijk Wilmette in Chicago. Ze toerde regelmatig met Live from New York aan de oostkust van de Verenigde Staten. In 2007 verhuisde Heaton naar Boston en toerde en trad ze over het algemeen op met de multi-instrumentalist Frank Marotta.

## Biografie
Anne Heaton begon piano te spelen op 3-jarige leeftijd. Ze werd opgeleid in klassieke muziek en wees een studiebeurs af om te studeren aan de Berklee School of Music in Boston in klassieke piano. In een interview met The New York Times Online zei Heaton dat ze de klassieke piano had opgegeven omdat ze deze te remmend en te precies vond. In de veronderstelling dat ze ooit professor in de filosofie zou worden, studeerde Heaton filosofie en theologie aan de University of Notre Dame in Indiana.
Heaton zong in een coverband op de universiteit en vond later haar roeping in de muziek en songwriting. Ze noemt Peter Gabriel, Tori Amos en The Indigo Girls als haar grootste invloeden. Na school ging Heaton naar New York. Daar speelde ze in een latinband en zong ze in een gospelkoor in Harlem.
Heatons debuut Black Notebook (2002) kreeg veel lof en kreeg de 'Top DIY Pick' van het tijdschrift Performing Songwriter. In 2004 bracht ze Give In uit, die ze creëerde in samenwerking met Mike Denneen. Haar tweede publicatie Give In werd in 2005 door The Washington Post 'teder, amusant, weerbarstig en spiritueel' genoemd.
Heaton toerde uitgebreid door de Verenigde Staten ter ondersteuning van haar albums. In 2004 won Heaton het Soul City Café-concours en verdiende ze de opening voor Jewel tijdens haar West Coast-tournee. Heaton heeft ook gespeeld en geopend voor Melissa Ferrick, HEM, Jill Sobule, The Pernice Brothers, Catie Curtis, Jennifer Kimball, Jonatha Brooke en Edie Carey.
Blazing Red, uitgebracht op 3 maart 2009, is de nieuwste presentatie van Heaton. Ze werkte samen met Gary Maurer (van HEM) om Blazing Red te produceren en verzamelde fondsen om het album op te nemen door preorders van fans te nemen. Heaton zegt: Dit album gaat over het naar binnen gaan om verbinding te maken met het meest ware deel van jezelf om veranderingen in je leven aan te brengen. De ruwe eerlijkheid en emotionele inhoud van Blazing Red heeft een positieve weerklank bij het publiek. The New York Times Online prees Jump als het openingsnummer van Blazing Red en noemde het 'absoluut prachtig'.

## Discografie

### Soloalbums
- 2002: Black Notebook
- 2004: Give In
- 2005: I Know This (ep)
- 2009: Blazing Red
- 2012: Honeycomb
- 2014: Dora

### Coöperatieve albums
- 2009: Winterbloom: Winter Traditions (met Antje Duvekot, Meg Hutchinson en Natalia Zukerman)